# Tărnava, Vrața
Tărnava (în bulgară Търнава) este un sat în comuna Beala Slatina, regiunea Vrața,  Bulgaria. 

## Demografie
Componența etnică a satului Tărnava
     Nicio identificare (9,8%)
     Bulgari (75,23%)
     Romi (14,96%)
     Turci (0%)
La recensământul din 2011, populația satului Tărnava era de 2.366 locuitori. Din punct de vedere etnic, majoritatea locuitorilor (75,23%) erau bulgari, cu o minoritate de romi (14,96%). Pentru 9,8% din locuitori nu este cunoscută apartenența etnică.